# King Kong
King Kong, Kong – fikcyjny potwór (goryl o ogromnych rozmiarach), występujący w serii filmów, zapoczątkowanej obrazem King Kong z 1933 roku w reżyserii Meriana C. Coopera, oraz remake’ów z lat 1976 i 2005, a także sequeli dwóch pierwszych filmów. Postać King Konga stanowi jedną z najbardziej rozpoznawalnych ikon filmowych XX wieku, która gościła również w różnego rodzaju filmowych pastiszach, bądź adaptacjach książkowych, komiksowych, serialu animowanym z lat 1966-1969, grach komputerowych, a nawet musicalu z 2013. Zazwyczaj przedstawia się go jako tragicznego antybohatera. King Kong pojawił się również w serii o Godzilli wytwórni Tōhō. W swoim filmowym debiucie Kong oraz pozostałe prehistoryczne zwierzęta zostały stworzone za pomocą animacji poklatkowej, za którą odpowiedzialny był Willis O’Brien. W filmach wytwórni Tōhō zastosowano klasyczną dla japońskiej kinematografii technikę zwaną suitimation, polegającą na ubraniu aktora w masywny kostium, co spotkało się z krytyką ze strony części fanów. Technikę tę zastosowano także w remake'u z 1975, oraz w jego sequelu. W remake'u z 2005 roku pierwszy raz potwór został całkowicie ukazany przy użyciu animacji komputerowej (CGI).

## Opis
W oryginalnym filmie główny bohater nazywał się Kong. Nazwa została nadana przez lud tubylczy zamieszkujący Wyspę Czaszki (ang. Skull Island) na Oceanie Indyjskim, gdzie mieszkał razem z innymi przedstawicielami wymarłej fauny (głównie mezozoicznej), która przetrwała masowe wymieranie (m.in. pterozaury, dinozaury, olbrzymie pająki). Określenie „King” zostało dodane przez amerykańską ekipę filmową dowodzoną przez Carla Denhama, która złapała Konga i przewiozła do Nowego Jorku na wystawę. Kong, któremu udało się uciec, wspiął się na Empire State Building, skąd został zestrzelony przez wojskowe samoloty. 

## Filmy

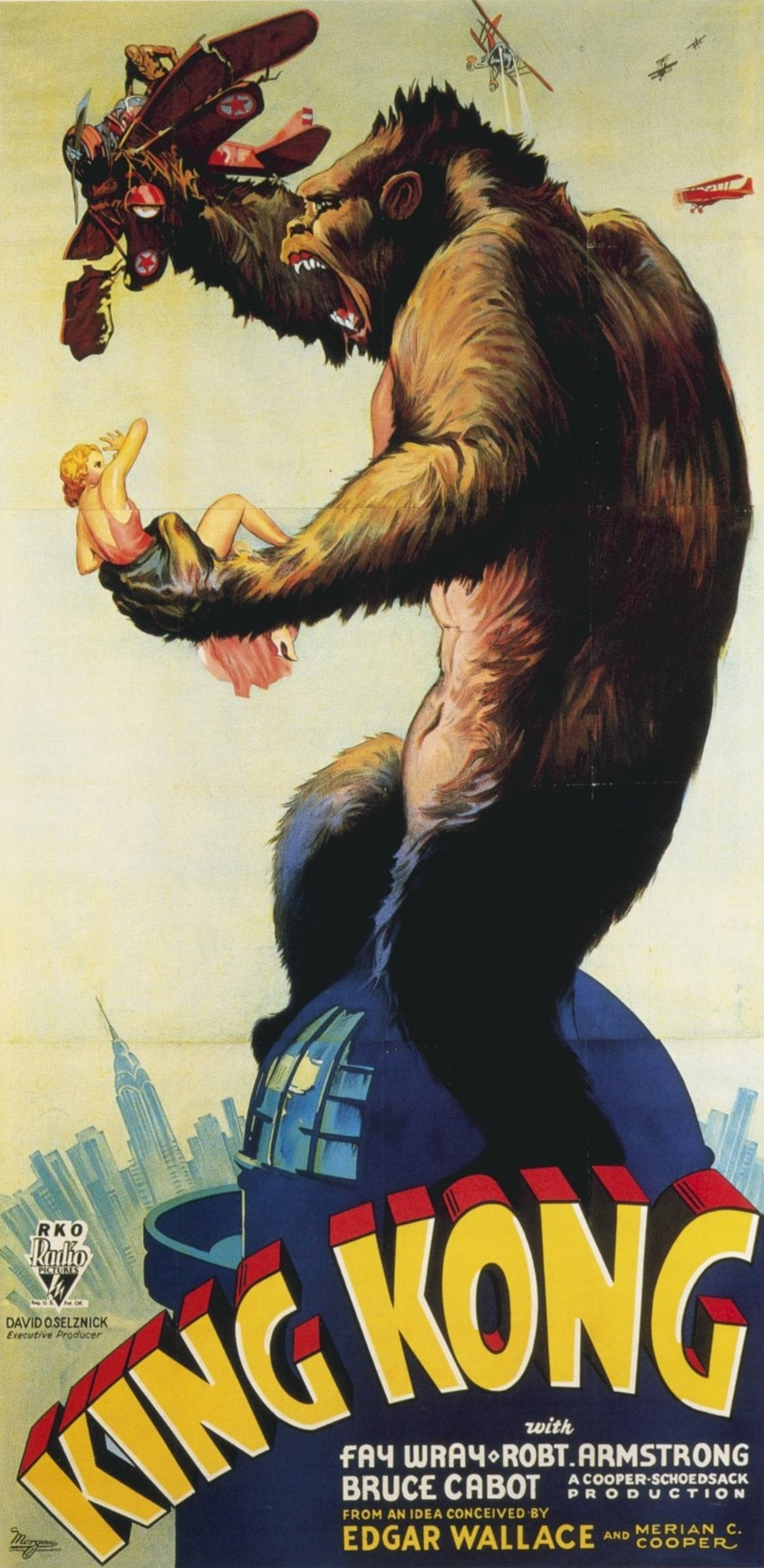
Plakat filmu z 1933 roku

### Oficjalna seria
- King Kong (1933)
- The Son of Kong (1933) – sequel filmu z 1933
- King Kong kontra Godzilla (1962) – crossover z serią Godzilla
- Ucieczka King Konga (1967)
- King Kong (1976) – reboot serii
- King Kong żyje (1986) – sequel filmu z 1976
- King Kong (2005) – remake oryginalnego filmu z 1933
- Kong: Wyspa Czaszki (2017) – reboot, część serii Monsterverse
- Godzilla vs. Kong (2021) – sequel filmu z 2017 i Godzilli II: Króla potworów, część serii Monsterverse
- Godzilla i Kong: Nowe imperium (2024) – kontynuacja filmu z 2021

### Powiązane tytuły
- Wasei Kingu Kongu (1933)
- Edo ni Arawareta Kingu Kongu (1938)
- Mighty Joe Young (1949)
- Konga (1961)
- A*P*E (1976)
- Wielki Joe (1998) – remake filmu z 1949

## Gry komputerowe i na konsole
- King Kong (1982)
- King Kong 2: Ikari no Megaton Punch (1986)
- King Kong 2: Yomigaeru Densetsu (1986)
- Peter Jackson’s King Kong (2005)